# Léon Léger
Pour les articles homonymes, voir Léger.
Léon Léger (1848-1918) est un architecte canadien d'origine acadienne.

## Biographie
Léon Léger est né à Barachois, au Nouveau-Brunswick, le 29 juillet 1848
. Il fut initié à la menuiserie par son frère Placide. Il étudia l'arpentage, le dessin technique et l'architecture avec James McDevitt au collège Saint-Joseph de Memramcook. C'est là qu'il s'intéressa à l'architecture américaine et à l'architecture religieuse européenne. Il s'adonna ensuite à la construction de maisons et de moulins à scie et à grain dont il dressait lui-même les plans. Il se rendit à Boston pour étudier la photographie et de chromolithographie. À ce sujet, Claude Roussel écrit qu'il « serait le seul jeune du temps à se déplacer pour des études d'art ». Malgré ses études variés, Léon Léger se concentra finalement sur l'ornementation architecturale. Léon Léger est mort en 1918.

## Œuvres

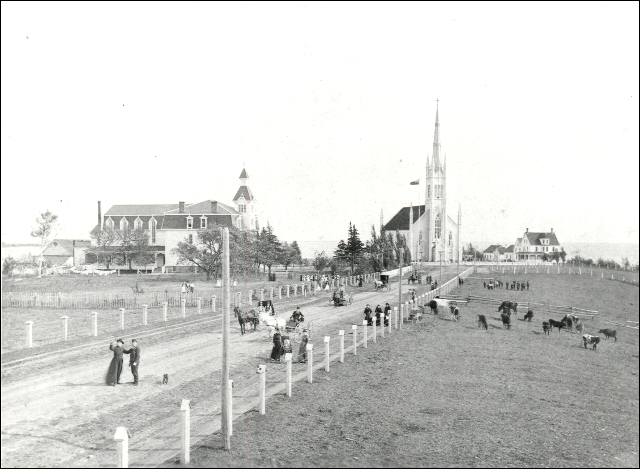
Couvent de l'Immaculée-Conception en 1893 (à gauche).

L'œuvre de Léon Léger se situe principalement dans le style néogothique, très populaire en Acadie à l'époque. Nazaire et Henri Dugas sont considérés comme les premiers architectes acadiens car Léon Léger n'a pas suivi d'études supérieures en architecture. Seules quelques-unes de ses réalisations survivent:
1879: Couvent de l'Immaculée-Conception de Bouctouche, dont la chapelle est considérée comme le chef-d'œuvre de Léon Léger et l'une des plus belles réussites architecturales du XIXe siècle au Nouveau-Brunswick.
1884: Église Saint-Henri de Barachois. Léger reconstruit la façade et le clocher et sculpte l'autel.
1886: Église Sainte-Anne-de-Kent. Léger conçoit les plans de l'édifice et fait quelques sculptures.
Autel de l'église de Haute-Aboujagane.